# 동대구로
동대구로(東大邱路, Dongdaegu-ro)는 대한민국의 대구광역시 수성구 지산동에서 시작하여, 동구 신암동을 거쳐 연결하는 도로이다.

## 노선 경로
| 이름             | 접속 노선              | 소재지        | 소재지        | 비고                              |
| 지산로와 직결    | 지산로와 직결          | 지산로와 직결 | 지산로와 직결 | 지산로와 직결                     |
| ---------------- | ---------------------- | ------------- | ------------- | --------------------------------- |
| 두산오거리       | 두산로 무학로 수성못길 | 수성구        | 두산동        |                                   |
| (이름 없음)      | 성화로 동대구로12길    | 수성구        | 두산동        |                                   |
| 황금네거리       | 청수로                 | 수성구        | 두산동        |                                   |
| 어린이회관삼거리 | 희망로                 | 수성구        | 황금동        |                                   |
| (이름 없음)      | 범어천로               | 수성구        | 황금동        | (북측 방향 금지) (남측 방향 가능) |
| (이름 없음)      | 명덕로                 | 수성구        | 범어동        |                                   |
| 범어네거리       | 달구벌대로             | 수성구        | 범어동        |                                   |
| 옛MBC네거리      | 국채보상로             | 수성구        | 범어동        |                                   |
| 동대구역네거리   | 동부로                 | 동구          | 신천동        |                                   |
| (이름 없음)      | 신암남로               | 동구          | 신암동        |                                   |
| 파티마삼거리     | 아양로                 | 동구          | 신암동        |                                   |

## 주요 건물 및 시설
- TBC - 대구광역시 수성구 동대구로 23
- 범어지구대 - 대구광역시 수성구 동대구로 31
- 홈플러스 대구수성점 - 대구광역시 수성구 동대구로 95
- 대구과학고등학교 - 대구광역시 수성구 동대구로 154
- 대구광역시교육과학연구원 - 대구광역시 수성구 동대구로 172
- 대구지방고용노동청 - 대구광역시 수성구 동대구로 231
- 대구일보 - 대구광역시 수성구 동대구로 330
- 대구고등법원 - 대구광역시 수성구 동대구로 364
- 영남일보 - 대구광역시 동구 동대구로 441
- 대구테크노파크 - 대구광역시 동구 동대구로 475
- 대구경북경제자유구역청 - 대구광역시 동구 동대구로 489
- 대구동부소방서 - 대구광역시 동구 동대구로 507
- 동대구역 - 대구광역시 동구 동대구로 550